# Grup d'Observació de les Nacions Unides al Líban
El Grup d'Observació de les Nacions Unides al Líban (també conegut com a UNOGIL per les seves sigles en anglès) va ser una missió multinacional de manteniment de la pau desplegada al Líban entre juny i desembre de 1958. La missió va ser establerta amb l'aprovació de la resolució 128 del Consell de Seguretat de les Nacions Unides de l'11 de juny de 1958. En aquesta resolució es va decidir l'enviament urgent d'un grup d'observació per "assegurar que no es produís cap infiltració il·legal de personal ni cap subministrament il·legal d'armes o d'un altre material a través de les fronteres libaneses" arran la crisi del Líban de 1958.
Prèviament, a causa dels conflictes interns entre cristians i musulmans i l'amenaça d'invasió de la República Àrab Unida (Egipte i Síria), el president del Líban Camille Chamoun va demanar al Consell de Seguretat de les Nacions Unides que enviés un grup d'observació al seu país perquè la intervenció de la RAU en afers interns del país, la qual cosa al seu judici podia posar en perill la pau i la seguretat internacional. La seu d'UNOGIL es trobava a Beirut; hi havia 49 llocs d'observació dispersos arreu del Líban.
Tenia un total de 591 membres, inclosos 77 oficials, NCOs i soldats canadencs. La crisi va acabar amb l'arribada de 14.000 soldats estatunidencs i l'elecció d'un nou president el juliol de 1958. El GONUL es va dissoldre després de només set mesos d'existència. En el temps que va durar el desplegament, la missió no va sofrir cap baixa.